# Jonathan Peel
Jonathan Peel (ur. 12 października 1799, zm. 13 lutego 1879) – brytyjski wojskowy i polityk, członek Partii Konserwatywnej, minister w rządach lorda Derby’ego.
Był piątym synem sir Roberta Peela, 1. baroneta, i Ellen Yates. Był młodszym bratem premiera Roberta Peela. Wykształcenie odebrał w Rugby School. W czerwcu 1815 r. rozpoczął służbę w Brygadzie Strzelców w stopniu podporucznika. W latach 1819–1821 był porucznikiem 71 pułku Highlanders. W latach 1822–1825 był porucznikiem Grenadier Guards. W 1826 r. został majorem 69 pułku pieszego, a rok później podpułkownikiem 53 pułku pieszego. W 1854 r. został generałem-majorem, a w 1859 r. generałem-porucznikiem.
W 1826 r. został wybrany do Izby Gmin jako reprezentant okręgu Norwich. Mandat parlamentarny utracił w 1830 r., ale odzyskał go już rok później, wygrywając wybory w okręgu Huntingdon. Okręg ten reprezentował do 1868 r. W latach 1841–1846 był zastępcą generała artylerii w administracji swojego brata. W latach 1858–1859 i 1866–1867 był ministrem wojny. Zrezygnował w proteście przeciwko planowanej reformie wyborczej.
Peel był również właścicielem koni wyścigowych. W 1844 r. jego koń Orlano wygrał wyścig Derby.
Jego żoną była lady Alice Kennedy, córka Archibalda Kennedy’ego, 1. markiza Ailsa, którą poślubił w 1824 r. Miał z nią pięciu synów i trzy córki.